# Kounahiri
Kounahiri es un departamento de la región de Béré, Costa de Marfil. En mayo de 2014 tenía una población censada de 77 679 habitantes.
Se encuentra ubicado en el centro-oeste del país, a poca distancia al noroeste de Yamusukro y del lago de Kossou.